# Stazione di Gargazzone
La stazione di Gargazzone (in tedesco Bahnhof Gargazon) è una stazione ferroviaria posta sulla linea Bolzano-Merano. Serve il centro abitato di Gargazzone. La linea è gestita da STA e RFI, perciò é possibilie incontrare sia convogli di Trenitalia, che di SAD.

## Storia
La fermata di Gargazzone venne attivata il 15 dicembre 2002. Il 10 dicembre 2004 venne trasformata in stazione.